# Hojancha (tổng)
Hojancha là một tổng trong tỉnh Guanacaste, Costa Rica. Tổng này có diện tích 261,42 km², dân số năm 2008 là 7289 người..